# Budżet obywatelski w Warszawie

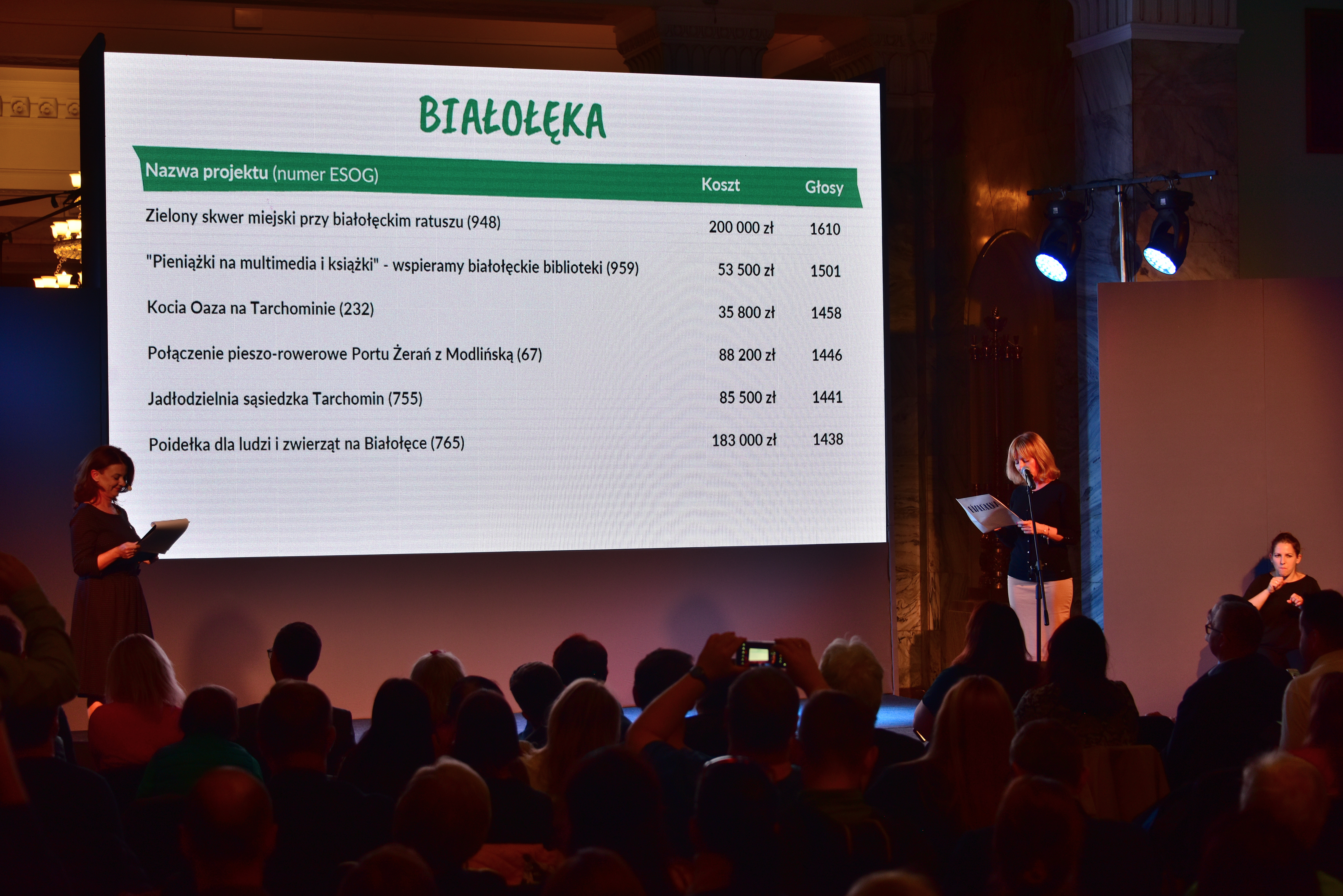
Ogłoszenia wyników budżetu obywatelskiego w 2019 w Pałacu Kultury i Nauki, zwycięskie projekty w dzielnicy Białołęka

Budżet obywatelski w Warszawie (wcześniej: budżet partycypacyjny w Warszawie) – proces, w którym mieszkańcy Warszawy decydują, na co przeznaczyć część pieniędzy z budżetu miasta. Zgłaszają swoje pomysły, a następnie, w drodze głosowania wybierają te, które zostaną mają zostać zrealizowane przez Urząd m.st. Warszawy. W ten sposób wspólnie decydują o tym, co powstanie w ich okolicy i jak zmieni się Warszawa. W 2022 roku w głosowaniu uczestniczyło 88 861 mieszkańców miasta.

## Środki finansowe na realizację projektów
Środki finansowe potrzebne na realizację pomysłów mieszkańców pochodzą z budżetu m.st. Warszawy. Nie są to dodatkowe pieniądze, tylko część budżetu miasta przeznaczona do rozdysponowania bezpośrednio przez mieszkańców.
W ramach pierwszej edycji budżetu partycypacyjnego w Warszawie mieszkańcy stolicy zdecydowali o podziale łącznie ponad 26 mln zł pochodzących z budżetu Miasta na rok 2015. Z każdą edycją kwota przeznaczana do dyspozycji mieszkańców w ramach budżetu partycypacyjnego była coraz większa (na rok 2016 – ponad 51 mln zł, na rok 2017 – prawie 59 mln zł, na rok 2018 – ponad 61 mln zł, na rok 2019 – ponad 64 mln zł, na rok 2020 – około 83 mln zł).
Przez pierwsze pięć edycji budżetu partycypacyjnego w Warszawie, proces odbywał się wyłącznie na poziomie dzielnic. Zatem łączna kwota przeznaczona do dyspozycji mieszkańców w danej edycji była podzielona na pule dzielnicowe. Od 6. edycji budżetu obywatelskiego (wtedy też nastąpiła zmiana nazwy z „partycypacyjny” na „obywatelski”), kiedy zaczęły obowiązywać nowe przepisy ustawowe, wyodrębniono osobną pulę na projekty ogólnomiejskie, czyli np. takie, które swoim zasięgiem mogą dotyczyć kilku dzielnic lub całej Warszawy.

## Etapy budżetu obywatelskiego
Każda edycja budżetu partycypacyjnego (obywatelskiego) w Warszawie odbywa się w oparciu o stały schemat:
- ustalenie i podanie do publicznej wiadomości zasad przebiegu danej edycji, m.in. kwoty przeznaczonej do dyspozycji mieszkańców oraz harmonogramu (przed rozpoczęciem edycji);
- zgłaszanie pomysłów;
- weryfikacja zgłoszonych pomysłów;
- głosowanie na pomysły;
- ogłoszenie wyników, czyli zwycięskich pomysłów, które przechodzą do realizacji.

### Zasady przebiegu
Każda z pięciu pierwszych edycji budżetu partycypacyjnego w Warszawie była przeprowadzana na podstawie odrębnego Zarządzenia Prezydenta m.st. Warszawy. Od szóstej edycji, zgodnie z art. 5a ustawy o samorządzie gminnym, zasady przebiegu budżetu obywatelskiego określa Uchwała Rady m.st. Warszawy.

#### Zgłaszanie pomysłów przez mieszkańców
Etap zgłaszania pomysłów odbywa się w określonym terminie w ciągu roku. Zazwyczaj trwa on 1-2 miesiące. Zgłosić projekt może każdy mieszkaniec Warszawy – nie trzeba być zameldowanym, nie trzeba być pełnoletnim. Pomysł można zgłosić na formularzu papierowym (wypełniony formularz należy dostarczyć do urzędu) lub przez internet – na stronie https://app.twojbudzet.um.warszawa.pl/. Aby zgłosić projekt do budżetu obywatelskiego wystarczy w prostych słowach opisać, na czym on polega. Należy też podać m.in. tytuł pomysłu, propozycję jego lokalizacji i załączyć tzw. listę poparcia z podpisami mieszkańców, którzy popierają nasz pomysł.
Projekty zgłaszane do budżetu obywatelskiego mogą dotyczyć tych zadań, którymi na co dzień zajmuje się Urząd m.st. Warszawy lub jednostki miejskie (np. Zarząd Dróg Miejskich, Zarząd Zieleni, Zarząd Transportu Miejskiego). Katalog zadań obejmuje wiele obszarów, m.in. sport, rekreację, edukację, kulturę, komunikację, ochronę środowiska, zdrowie, pomoc społeczną, przestrzeń publiczną, zieleń miejską. Można zgłosić zadania inwestycyjne, np. budowę placu zabaw, doświetlenie przejścia dla pieszych czy nasadzenia drzew na skwerze, jak również wydarzenia – kino plenerowe, zajęcia sportowe, potańcówki sąsiedzkie itp.
Podczas etapu składania projektów Urząd m.st. Warszawy organizuje różne formy wsparcia dla mieszkańców, którzy chcą zgłosić swój pomysł, m.in. dyżury mailowe i telefonicznej pracowników oraz maratony pisania projektów.

#### Weryfikacja zgłoszonych pomysłów
Każdy zgłoszony pomysł jest weryfikowany przez pracowników Urzędu m.st. Warszawy. Weryfikacja projektu polega na sprawdzeniu m.in.: czy został zgłoszony w terminie, czy załączono listę poparcia, czy jest zgodny z obowiązującymi przepisami prawa oraz możliwy do realizacji we wskazanej lokalizacji. W razie potrzeby, projekty są doprecyzowywane lub zmieniane tak, aby spełniały kryteria weryfikacji i mogły być poddane pod głosowanie mieszkańców. Projekty, które nie spełniają kryteriów weryfikacji są weryfikowane negatywnie i nie są poddawane pod głosowanie mieszkańców.

#### Głosowanie mieszkańców na pomysły
Do głosowania przechodzą te pomysły, które pozytywnie przeszły etap weryfikacji. Głosowanie odbywa się w określonym terminie w ciągu roku, zazwyczaj trwa około 2 tygodni. Udział w głosowaniu może wziąć każdy mieszkaniec Warszawy – nie trzeba być zameldowanym, nie trzeba być pełnoletnim.
W poszczególnych edycjach warszawskiego budżetu obywatelskiego stosowano kilka różnych modeli głosowania: na dowolną liczbę projektów, ale nie większą niż określona maksymalna liczba projektów do wyboru bądź tzw. „koszyk”, czyli głosowanie na dowolną liczbę projektów, których łączny koszt realizacji (określony na etapie weryfikacji) nie przekracza puli środków dla danej dzielnicy. Szczegółowe zasady głosowania były każdorazowo określane w regulaminach poszczególnych edycji.

#### Wyniki głosowania – zwycięskie projekty
Wyniki głosowania mieszkańców na projekty w ramach budżetu partycypacyjnego w Warszawie najczęściej ogłaszane są podczas uroczystej gali, prowadzonej przez przedstawicieli Urzędu m.st. Warszawy, a także na miejskich stronach internetowych. Do realizacji przechodzą te projekty, które uzyskały najwięcej głosów i które mieszczą się w puli środków finansowych przeznaczonych na budżet obywatelski. Zwycięskie projekty są wpisywane do uchwały budżetowej m.st. Warszawy na kolejny rok i są realizowane przez Urząd m.st. Warszawy.

## Zrealizowane projekty
Od 2015 r. miasto stołeczne Warszawa zrealizowało blisko 3000 pomysłów mieszkańców w ramach budżetu partycypacyjnego (stan na marzec 2020 r.) i wciąż realizuje kolejne. Dzięki zaangażowaniu mieszkańców pojawiły się nowe place zabaw, ścieżki rowerowe, wyremontowano zaniedbane skwery. Powstały miasteczka ruchu drogowego dla najmłodszych warszawiaków, ścianka wspinaczkowa nad Wisłą, hamaki czy leżaki w parkach. Doświetlonych zostało kilkaset przejść dla pieszych, w przestrzeni Warszawy pojawiło się więcej neonów i murali, domki dla kotów wolnożyjących, wybiegi dla psów, nowe nasadzenia drzew, krzewów i kwiatów. Organizowane są garażówki sąsiedzkie, potańcówki, seanse kina plenerowego, bezpłatne zajęcia sportowe oraz przedstawienia dla dzieci w parkach. Wszystkie projekty wybrane do realizacji w ramach budżetu partycypacyjnego (obywatelskiego) w Warszawie można znaleźć na stronie https://app.twojbudzet.um.warszawa.pl/.